# Gérard Poitou-Weber
Gérard Poitou-Weber (Draveil, 6 d’abril de 1939 - Saint-Denis, 29 de novembre de 2005) és un director de cinema i guionista francès.

## Biografia
Fill únic, va créixer a Draveil després a Savigny-sur-Orge. És fill de Georgette Simonin i Maurice Poitou, però és el seu padrastre qui serà present per a la seva educació: és, per tant, adoptat per aquest últim, René Weber, i el nom oficial de Gérard passa a ser Poitou-Weber el 1978.
Durant la seva adolescència, va estudiar estudis clàssics a la universitat, però també es va implicar políticament. Va fer molta campanya per la independència d'Algèria.
Després d'acabar el batxillerat científic en un institut de Savigny-sur-Orge, va continuar els seus estudis a l'École centrale des arts et manufactures. Tanmateix, en entrar en aquesta escola, la professió d'enginyer no li va interessar: apassionat del cinema, admirador de cineastes com Elia Kazan i Orson Welles, gran lector, volia ser director. Així, tot i no haver fet estudis audiovisuals, va realitzar el seu primer curtmetratge a l'École centrale.
Gérard Poitou-Weber va ser professor de matemàtiques i periodista del 1965 al 1967. Després va començar a fer nombrosos documentals, i així va produir el 1968/69, una vintena de temes per a Dim dam dom i emissió d'actualitats. Als anys 70 i 75, va alternar entre documentals per a Italiques i pel·lícules de ficció, destinades a la televisió. El 1991 va dirigir el seu primer i únic llargmetratge: La Révolte les enfants. El 1997 va fundar l'editorial de vídeos Doriane Films.

## Vida privada
El 7 de juny de 1968 es va casar per primera vegada amb Ruud Meijssen, amb qui va tenir dos fills: Sandra, nascuda el 10 de setembre de 1969, i Julien, nascut el 24 de setembre de 1972.
Finalment, el 27 de maig de 1988 es va casar per segona vegada amb Marilyne Jonckheere. D'aquesta unió va néixer la Laura el 15 de juliol de 1985.

## Filmografia
- 2002 : À bout de course, documental
- 2000 : Ikea en kit, documental
- 1997 : Julio Cortazar, portrait d'un grand écrivain, documental
- 1996 : La Mémoire, soirée thématique
- 1994 : L'étrange voyage de Sidonie, docu-fiction - auteur Paul Sullivan (Bruno Delarue)
- 1993 : George Sand (Christine Citti, Serge Avédikian, amb Michèle Gazier), telefilm
- 1993 : Le Sourire de l'Indien, amb Chantal Rémy
- 1992 : Chiens écrasés (Jean- Pierre Sentier, Bernard Ballet), telefilm
- 1991 : La Révolte des enfants (Michel Aumont, André Wilms), amb Chantal Rémy
- 1990 : Le Pouvoir et la Pierre, documental
- 1988-1989 : Chronique de l'infection, avec Gérard Kouchner, documental
- 1985 : Colette (Macha Méril, Clémentine Amouroux, Jean-Pierre Bisson), médalla de bronze al Festival internacional de Nova York 1985
- 1981-1983 : Magazine Vendredi
- 1981 : Sans un mot (Dominique Labourier, Patrick Chesnais, Jean-Pierre Sentier)
- 1978 : Cet homme-là (Bruno Cremer, Liza Kreuzer)
- 1975 : Les Atomisés, primé au Festival de Prague 1975
- 1973 : La Dérobade
- 1972 : Des écrivains à New York, documental
- 1971 : Arguments, documental
- 1970 : Futur, documental